# Долинська Любов Василівна
Долинська Любов Василівна (нар. 14 лютого 1949, село Шендерівка, Черкаська обл.) — українська психологиня, науковиця, викладачка, кандидат психологічних наук, професор (2001), Заслужений працівник освіти України (2004), завідувач кафедри психології Національного педагогічного університету імені М. П. Драгоманова.

## Біографія
Народилася 14 лютого 1949 року у с. Шендерівка, Корсунь-Шевченківського району Черкаської області. У 1972 році закінчила Черкаський державний педагогічний інститут, природничий факультет. У 1976 році закінчила аспірантуру в НДІ психології імені Г. С. Костюка. Від 1976 року працює в Національному педагогічному університеті викладачем, з 1983 р. — доцентом, з 1995 р. — завідувач кафедри психології, У 2005 році обійняла посаду заступника директора з навчальної роботи та міжнародного співробітництва Інституту філософської освіти і науки НПУ імені М. П. Драгоманова. Є вченим секретарем докторської спеціалізованої вченої ради Д 26.053.10. Вчений секретар експертної ради з психології ВАК України. Відповідальний редактор наукового часопису «Психологічні науки» (серія 12). Входить до складу методичної комісії МОН України з психології.

## Наукова діяльність
У 1978 році захистила кандидатську дисертацію «Психологічні особливості самоконтролю поведінки підлітків» (науковий керівник ― доктор психологічних наук, професор М. Й. Боришевський).
Основні напрямки наукової роботи — особистісно-професійне зростання майбутнього вчителя в процесі професійної підготовки; методи й технології підготовки майбутнього вчителя і практичного психолога.
У науковому плані Долинська Л. В. досліджує актуальні проблеми підготовки сучасного вчителя, методи й технології актуалізації його особистісно-професійного зростання, роль активних соціально-психологічних методів навчання у підготовці майбутнього спеціаліста, професійне самовизначення студентів подвійних спеціальностей. Доводиться, що формування особистості майбутнього вчителя на сучасному етапі — це складний процес не лише становлення професійних знань, умінь і навичок, а й перебудови свідомості, системи ціннісних орієнтацій, багатьох усталених стереотипів з проблем навчання та виховання, що виробились під впливом комуністичної ідеології. Реалізація цих завдань покладена, перш за все, на дисципліни психолого-педагогічного циклу, через засвоєння змісту яких і повинне відбуватись перенесення нових смислів на дії й вчинки майбутнього вчителя. Саме психологія і педагогіка повинні забезпечити особистісно-професійне зростання студента в навчально-виховному процесі.
Особистісно-професійне зростання майбутнього фахівця розглядається як становлення у ході професійної підготовки професійно-значущих сторін особистості та, перш за все, виходячи з глобальних завдань реформування освіти в Україні — ціннісної сфери та готовності до особистісно-орієнтованого навчання і виховання.
Долинська Л. В. постійно керує аспірантами, підготувала 24 кандидати психологічних наук.
В НПУ імені М. П. Драгоманова викладає «Загальна психологія», «Методологія та методи психологічних досліджень», «Тренінг самопізнання та саморозвитку», «Методологія підготовки дисертаційного дослідження», «Теоретико-методологічні засади СПТ», «Активні методи психологічного впливу».

## Основні публікації
- Педагогічне мовлення: навч.-метод. посіб. з спецкурсу для пед. закл. / Долинська Л. В., Гоголь О. В., Зінченко Л. М.. — Київ, 1996.
- Питання і проблемні ситуації з психології та педагогіки: навч. посіб. для студентів ВНЗ / Долинська Л. В., Скрипченко О. В., Лисянська Т. М.. -Київ, 1997.
- Соціальне становлення дитини у прийомній сім"ї: соціальний супровід: навч.-метод. посіб. / Долинська Л. В., Капська А. Й. — Київ: Український інститут соціальних досліджень, 2000.
- Вікова та педагогічна психологія: навч. посіб. / Авторський колектив. — Київ: Просвіта, 2001.
- Практикум із соціальної психології: навч.-метод. посіб. для пед. спец. ВНЗ. — Київ: НПУ імені М. П. Драгоманова, 2001.
- Розвиток пізнавальних інтересів у дошкільників та молодших школярів: навч.-метод. посіб. з використанням модульно-дистанційної системи в курсі «Вікова та педагогічна психологія» для студ. пед. ВНЗ I1I-IV р.а. / Долинська Л. В., Волошина В. В. — Київ: НПУ імені М. П. Драгоманова, 2003.
- Методи дослідження особистості: метод. посіб. — Київ: НПУ імені М. П. Драгоманова, 2003.
- Молода сім'я: проблеми та умови її становлення: навч. видання ДЦССМ / Долинська Л. В., Капська А. Й. — Київ, 2003.
- Комунікативна професійна компетентність як умова взаємодії соціального працівника з клієнтом: навч.-метод. посіб. ДЦССМ / Долинська Л. В., Капська А. Й. — Київ, 2003.
- Загальна психологія: підручник / Авт. кол. — Київ: Вид-во «Либідь», 2005.
- Викладач-студент: психологія міжособистісних взаємодій: навч.-метод. посіб. / Долинська Л. В., Булах І. С. — Київ: НПУ імені М. П. Драгоманова, 2005.
- Загальна психологія: практикум: навч. посіб. / Долинська Л. В., Ставицька C.O., Волошина В. В., Темрук О. В. — Київ: Вид-во «Каравела», 2005. — 280 с.
- Розвиток пізнавальної активності молодших школярів засобами іноземної мови: навч.-метод. посіб. / Долинська Л. В., Козачук С. О. -Київ: Вид-во НПУ імені М. П. Драгоманова, 2007.
- Загальна психологія: хрестоматія: навч. посіб. / О. В. Скрипченко, Л. В. Долинська, З. В. Огороднійчук та ін. — Київ: Каравела, 2007.
- Психологія ціннісних орієнтацій майбутнього вчителя: навч. посіб. для студентів ВНЗ / Долинська Л. В., Максимчук Н. П. — Кам'янець-Подільський: ФОП Сисин О. В., 2008. — 124 с.
- Комунікативна саморегуляція майбутнього вчителя: навч.-метод. посіб. / Долинська Л. В., Ніколаєнко О. С. — Київ: НПУ, 2007. — 88 с.